# Дерек Томпсон
Дерек Кан Томпсон (англ. Derek Kahn Thompson; нар. 18 травня 1986) — американський журналіст та автор. Він є штатним автором в журналі «The Atlantic» і автором книги «Хітмейкери: Наука популярності та змагання за увагу».

## Раннє життя
Дерек Томпсон народився у містечку Маклейн (штат Вірджинія) у сім'ї Роберта Томпсона та Петри Кан. Перед закінченням середньої школи він виступав у кількох театральних постановках у Фолджерівському шекспірівському театрі та Шекспірівському театрі. Томпсон закінчив Північно-Західний університет у 2008 році.

## Кар'єра
Томпсон працює автором в журналі «The Atlantic» з 2009 року. У 2018 році він став ведучим технологічного та наукового подкасту Crazy / Genius, який був номінований на премію iHeartMedia Best Podcast Award протягом першого року із виходу.
Томпсон написав дві головні історії для журналу. Перша, «Світ без роботи», — це популярна стаття про значення роботи та загрозу автоматизації робочої сили. Друга — це великий профіль X, відділу досліджень та розробок Google.
У 2017 році Томпсон опублікував свою першу книгу Hit Makers: How to Succeed in an Age of Distraction. Вона стала національним бестселером у США та перемогла у премії Американської асоціації маркетингу за найкращу книгу з маркетингу імені Леонарда Л. Беррі. Українською мовою вона вийшла під назвою «Хітмейкери: Наука популярності та змагання за увагу» у видавництві Yakaboo Publishing у 2018 році.

## Особисте життя
Томпсон наразі живе у Вашингтоні.